# Hunnemara
Hunnemara is een plaats in de gemeente Karlshamn in het landschap Blekinge en de provincie Blekinge län in Zweden. De plaats heeft 54 inwoners (2005) en een oppervlakte van 8 hectare.